# Demonax siccus
Demonax siccus là một loài bọ cánh cứng trong họ Cerambycidae.